# Epidendrum romero-castannedae
Epidendrum romero-castannedae är en orkidéart som beskrevs av Eric Hágsater och Luis M. Sánchez. Epidendrum romero-castannedae ingår i släktet Epidendrum och familjen orkidéer. Inga underarter finns listade i Catalogue of Life.